# Log (gmina Sevnica)
Log – wieś w Słowenii, w gminie Sevnica. W 2018 roku liczyła 344 mieszkańców.